# Azusa (groupe)
Pour les articles homonymes, voir Azusa.
Azusa est un supergroupe de metal extrême progressif né en 2018 d'un projet entre les cousins et d'anciens membres d' Extol, Christer Espevoll et David Husvik. Les deux avaient fait des tests, lorsque le bassiste de The Dillinger Escape Plan, Liam Wilson, a exprimé son admiration pour le groupe Extol. Les trois ont été rejoints par la chanteuse pop Eleni Zafiriadou de Sea + Air, et le groupe a enregistré son premier album, Heavy Yoke. Le groupe est actuellement signé avec Solid State Records et Indie Recordings.

## Histoire
Azusa a commencé comme projet entre les deux cousins Christer Espevoll et David Husvik, qui avaient à l'origine formé le groupe de métal progressif Extol, qui a connu un grand succès dans leur domaine. Le groupe a commencé à se former lorsque les deux se sont rencontrés lors d'un spectacle pour l'ancien groupe d'Espevoll, Benea Reach en 2014. Les deux ont commencé à faire des démonstrations de matériel et ont lancé un concours pour commencer à créer des logos pour le groupe. Peu de temps après que le groupe a commencé à travailler, Liam Wilson (ex- The Dillinger Escape Plan, ex- Starkweather, John Frum), dit son admiration pour Extol. Husvik et Espevoll ont engagé Wilson dans le groupe et les trois ont commencé à enregistrer la musique du premier album d'Azusa. Le groupe engage par la suite Eleni Zafiriadou de Sea + Air. Husvik avait déjà vu Zafiriadou jouer avec un projet appelé Jumbo Jet, qui comportait de temps en temps des voix claires et sales. Le groupe a enregistré et sorti plusieurs singles au fil du temps,,,,.  Après la sortie des singles, le groupe lance son album, Heavy Yoke, avec l'aide de Solid State Records aux États-Unis et d' Indie Recordings en Europe,. Le groupe a été nommé pour un prix Edvardprisen le 20 juin 2019, plus précisément pour Espevoll et Husvik. Le groupe a annoncé sa première tournée avec The Contortionist à la mi-2019.
En 2020, le groupe a commencé à sortir des singles de leur prochain album, intitulé Loops of Yesterday, qui devrait sortir le 10 avril 2020. Le groupe a fait ses débuts avec leur premier single, intitulé "Memories of an Old Emotion". qui Le 8 février 2020, le groupe a sorti "Monument", qui était le deuxième single de l'album. Le troisième single du groupe, "Detatch", est sorti le 27 février et comprenait un solo de guitare d'Alex Skolnick de Testament .

## Style et paroles
Le groupe a été comparé à Extol et Cynic, ou encore avec le groupe Death mixé avec Annette Peacock ou encore Slayer mixé avec Kate Bush. Le contenu texte d'Azusa, comme beaucoup de groupes précédents des cousins, contient des thèmes chrétiens, cependant, pas aussi "noir et blanc" qu'ils l'étaient lorsque les membres étaient plus jeunes. 

## Membres
- David Husvik (depuis 2014) (Extol, Mantric, Absurd² )
- Christer Espevoll (depuis 2014) (Extol, Absurd²)
- Liam Wilson (depuis 2014) (The Dillinger Escape Plan)
- Eleni Zafiriadou (depuis 2018) (Sea + Air)

En tournée :
- Eirik Kråkenes (depuis 2019) (Astrosaur)

## Discographie
Albums studio
- - Heavy Yoke (2018)
  - Loops of Yesterday (2020)

Simple
- - "Heavy Yoke" (2018)[19],[20]
  - "Interstellar Islands" (2018)[21],[22]
  - "First Lines" (2018)[23]
  - "Heart of Stone" (2018)
  - "Memories of An Old Emotion" (2020)[24]
  - "Monument" (2020)[25]
  - "Detatch" (2020)[26]